# Partito romano
Con l'espressione partito romano si identifica una lobby operativa a Roma principalmente tra il 1947 e il 1963.
Tale nome è stato coniato da Andrea Riccardi. Il gruppo di pressione conservatore era formato da cattolici laici e sacerdoti che si impegnavano sia in politica – attraverso l'organizzazione Civiltà italica, fondata e diretta da monsignor Roberto Ronca – sia nella curia romana e nella vita religiosa.

## Il protagonista e le personalità vicine

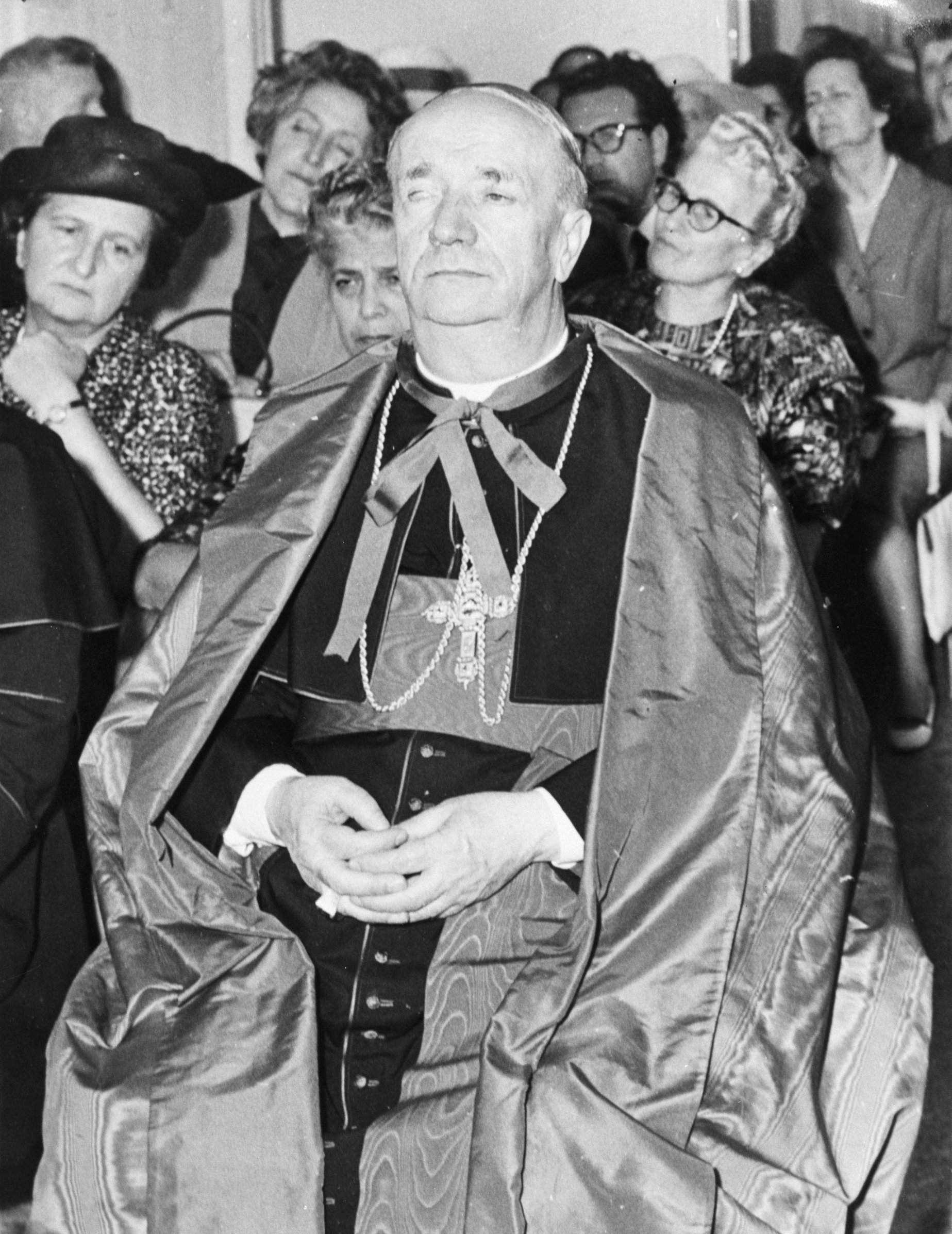
Alfredo Ottaviani.

Già rettore del seminario romano maggiore dal 1933, Ronca è una figura importante, vicina al cardinale Francesco Marchetti Selvaggiani (vicario per la diocesi di Roma), dal 1948 arcivescovo di Lepanto e prelato nullius di Pompei. Ex collaboratore della Fuci diocesana, si era scontrato coll'assistente nazionale, Giovanni Battista Montini, destinato a diventare un vero rivale personale. Ronca esprimeva le istanze conservatrici sul piano programmatico e valoriale, anche in politica: fortemente anticomunista, preoccupato dalle vicinanze tra il mondo moderno e la Democrazia Cristiana, auspicava l'esistenza di un partito cattolico di tendenze moderate o reazionarie. Tra le personalità interessate al suo progetto Luigi Gedda, che aveva animato i Comitati Civici e dal 1952 era presidente nazionale dell'Azione Cattolica; il cardinale Alfredo Ottaviani, assessore del Sant'Uffizio, con la sua sensibilità conservatrice e rigorista; i gesuiti Giacomo Martegani (1902-1981) e Riccardo Lombardi. Il primo era direttore de La Civiltà Cattolica, trasformata in un vero e proprio laboratorio politico, il secondo era un predicatore attivo anche nella rivista. Altre figure vicine erano i teologi Pietro Parente e Pietro Palazzini, monsignor Ferdinando Baldelli e diversi membri dell'episcopato, come Giuseppe Siri, arcivescovo di Genova.

## L'impegno politico (1945-1955)
Ronca s'interessò di politica dopo che alcuni illustri antifascisti si rifugiarono presso il seminario maggiore durante l'occupazione di Roma. Si rivolse in particolare al Fronte dell'Uomo Qualunque di Guglielmo Giannini. Seguì il dibattito della Costituente, preoccupandosi per le scelte del Comitato di Liberazione Nazionale e per la coabitazione tra la Democrazia Cristiana, Partito comunista italiano e Partito socialista italiano. Per contrapporsi al Cln il partito romano ripropose alcuni politici prefascisti, come Vittorio Emanuele Orlando. 

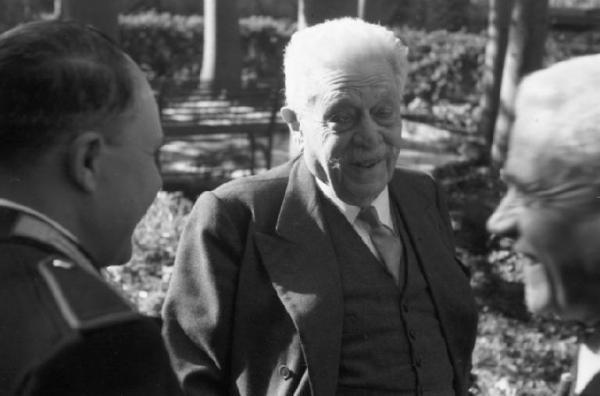
Vittorio Emanuele Orlando nel 1946. Fotografia di Federico Patellani

### Gli inizi (1945-1948)
Nel 1947 Roberto Ronca fondò Civiltà Italica, un laboratorio politico apartitico indipendente dalla gerarchia ecclesiastica cui partecipavano delegati di vari partiti. Scopo principale della formazione fu, in un primo momento, quello di cercare di trovare un'intesa tra le correnti monarchiche del Partito Liberale Italiano, il Partito Nazionale Monarchico e la destra interna alla Democrazia Cristiana per fondare un nuovo partito alternativo alla Dc. Successivamente, fallito il tentativo, si provò a spostare gli equilibri interni alla Dc.

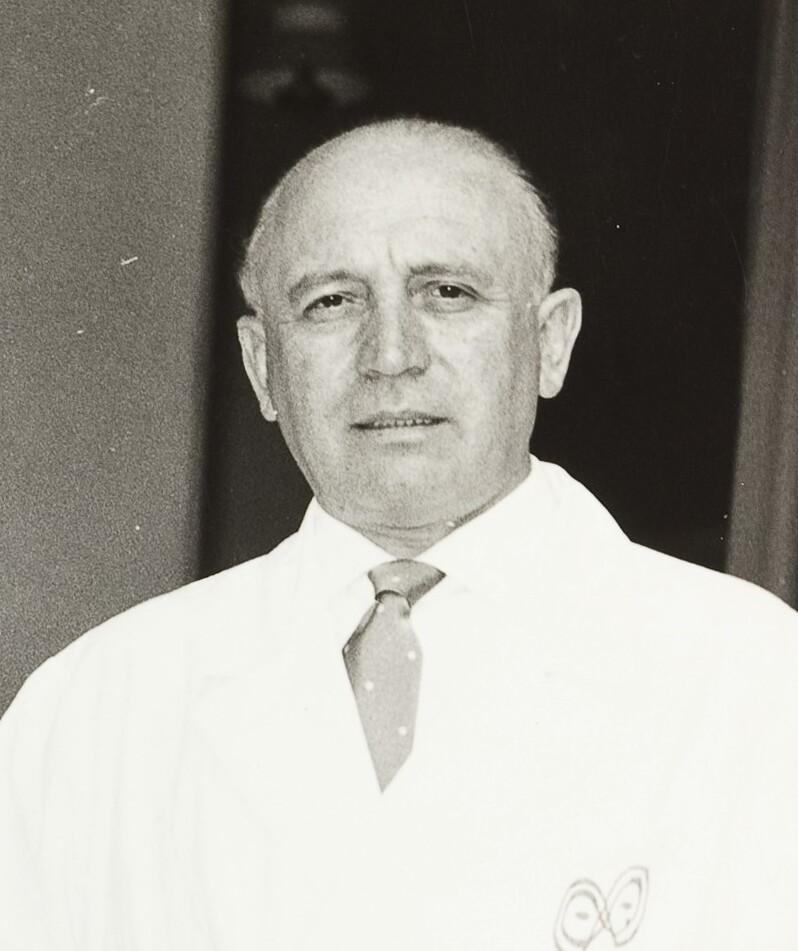
Luigi Gedda, organizzatore dei Comitati Civici

Nel 1948 nacquero i Comitati Civici di Luigi Gedda per la campagna elettorale. Tramite essi la Chiesa evitò di esporsi direttamente nella diatriba partitica senza rinunciare a dare un'indicazione di voto ai fedeli. Il partito romano guardò con interesse, convinto che servisse una stretta collaborazione tra politica e chiesa e una maggiore obbedienza dei vertici democristiani alle direttive del papato. Alcide De Gasperi, dal canto suo, difendeva la propria autonomia, sebbene fosse debitore verso la mobilitazione di Gedda per gli ottimi risultati delle elezioni del 1948. 

### Le pressioni sulla Dc (1948-1952)
Il partito romano si avvicinò alle posizioni dell'imprenditoria e del tradizionale notabilato meridionale. Attraverso La Civiltà Cattolica si manifestò una forte inquietudine verso la riforma agraria. Perciò si cercarono contatti coi parlamentari della Dc contrari come Carmine De Martino. Nel corso del 1950-1951 iniziò anche il lungo iter per l'approvazione della futura legge Scelba (1952), cui la lobby si oppose.
De Gasperi era considerato debole, che cedeva alla pressione delle sinistre. Dopo la vittoria elettorale del 1948 maturò la convinzione che fosse impossibile sfidare la Dc con un nuovo partito: Pio XII stesso era sicuro che non convenisse.

### L'operazione Sturzo (1952)
Ronca provò a cercare intese con il Partito Nazionale Monarchico, e promosse alcuni colloqui anche con l'Msi per la formazione di liste unitarie o di una coalizione per le elezioni comunali di Roma del 1952, dove si temeva potessero prevalere i comunisti. Nel 1951 Ronca aveva già proposto a De Gasperi un'apertura verso i monarchici. 
Il 29 gennaio 1952 il dirigente democristiano Guido Gonella aveva incontrato i vertici del Pnm, Alfredo Covelli e Achille Lauro, ma le loro richieste erano giudicate eccessive. Un'intervista rilasciata da Lauro al Giornale d'Italia (6 aprile 1952) fece fallire le trattative: Lauro aveva incautamente rivelato i negoziati in corso. Il 7 aprile De Gasperi escluse categoricamente ogni intesa con un editoriale molto duro su Il Popolo, firmandosi Quidam de populo ("uno qualsiasi del popolo").
Rimaneva l'accordo coi neofascisti dell'Msi. L'idea di Ronca era candidare don Luigi Sturzo, fondatore del Ppi, che, forse pensando a un'iniziativa apartitica, diede la propria disponibilità, pur non esponendosi troppo. Padre Martegani si recò personalmente presso la segreteria dell'Msi nel maggio del 1952. Civiltà Italica aveva già avuto contatti con i missini Augusto De Marsanich e Arturo Michelini. Ci si accordò sulla presentazione di liste civiche, ma la Dc non voleva riabilitare il neofascismo. De Gasperi inviò tramite il sottosegretario Giulio Andreotti una propria nota al Vaticano in cui spiegò le conseguenze dell'operazione Sturzo: si sarebbe indebolita la Dc. Pio XII ritirò il sostegno alla campagna di monsignor Ronca. Alle elezioni del 25 e del 26 maggio la Dc ottenne ottimi risultati anche a Roma, apparentandosi al Psdi, il Pri e il Pli e riconfermò il sindaco Salvatore Rebecchini.
Maggiore fortuna ebbe, invece, la lista civica Bartolo Longo, dedicata al fondatore del santuario della Madonna del Rosario, per le comunali di Pompei. Riportò un risultato migliore della Dc e insediò una giunta comunale con l'aiuto dei monarchici. L'eccessiva esposizione politica di Ronca per le amministrative di Pompei, però, non sfuggì all'attenzione del segretario della Congregazione concistoriale, Adeodato Piazza, che chiese al prelato una relazione sugli avvenimenti. Ronca colse l'occasione per comunicare le sue convinzioni circa l'inaffidabilità della Dc.

### Dopo De Gasperi: la crisi politica (1952-1955)
Dopo le elezioni del 1953 e l'uscita di scena di De Gasperi per il fallimento della legge truffa, il partito romano, alla caduta del governo De Gasperi VIII, pensò che il successivo governo Pella realizzasse i suoi propositi. Giuseppe Pella era un uomo conservatore e sembrava aprire a destra. La Dc non era però convinta delle sue posizioni: dopo cinque mesi l'esecutivo si dimise. Il 2 giugno 1954 Achille Lauro fondò il Partito Monarchico Popolare, scissione del Pnm che avrebbe sparpagliato i voti e ridotto all'irrilevanza quell'area politica.
Nel 1955 monsignor Ronca fu costretto a dimettersi dall'incarico a Pompei: il cardinale Piazza gli contestava una cattiva gestione finanziaria del santuario. Con il suo improvviso ritiro finivano l'avventura politica di Civiltà Italica e il sostegno di Pio XII. Anche Martegani fu allontanato da Civiltà Cattolica.

## Il partito romano nella Curia e nella vita religiosa (1945-1963)
L'influenza della lobby sulla curia romana durò più a lungo di Civiltà Italica. Il partito romano era vicino al Sant'Uffizio, la congregazione più importante e più agguerrita nella ricerca degli eretici e dei teologi dissidenti.

### Il dopoguerra e Pio XII (anni 1945-1958)
Nell'ultima fase del pontificato di Pio XII la curia romana era fortemente divisa, non lavorava a pieno regime, i suoi dirigenti erano sotto organico e la loro attività sfuggiva al controllo diretto del pontefice. Dominava l'intransigenza con l'apertura di fascicoli e inchieste contro gli esponenti della nouvelle théologie, come Jacques Maritain. Si addensarono molti sospetti verso il pro-segretario di Stato, Giovan Battista Montini, amico di Maritain e referente curiale di De Gasperi. Fu forse per un suo sgarbo verso Gedda che nel 1954 venne nominato arcivescovo di Milano, finendo così allontanato da Roma. Il suo successore, Angelo Dell'Acqua, mantenne, più timidamente, gli orientamenti del suo predecessore.
Sebbene, incalzato dal cardinale Piazza, Ronca abbandonasse Pompei e poi Civiltà Italica, il partito romano manteneva saldamente il controllo della vita religiosa nell'episcopato e nel laicato italiani: Luigi Gedda restava saldamente alla guida dell'Azione Cattolica fino al 1959 e i vescovi italiani lo tenevano in gran considerazione. Anche nella teologia di Pio XII si nota la stessa linea nelle dure censure contro i preti operai parigini o nel tentativo, sfumato per la morte di Pio XII, di una condanna della nouvelle théologie.

### Da Giovanni XXIII (1958-1963) alla fine del partito romano
Succeduto a Pio XII, Giovanni XXIII stravolse rapidamente gli equilibri del mondo cattolico. Ciò che rimaneva della lobby di Ronca pesò soprattutto sulla preparazione del futuro Concilio Vaticano II: alcuni settori del Sant'Uffizio cercarono di ridurre la portata innovativa dell'annuncio del papa, elaborando i materiali preparatori nel modo più conservatore possibile. Lo storico Étienne Fouilloux ha evidenziato come, cosciente del rischio, Giovanni XXIII aggirò l'ostacolo tramite la formazione di commissioni miste che ruppero il predominio del Sant'Uffizio.
Alcuni, come Pietro Parente, volevano che il Concilio riprendesse i toni del Vaticano I per approfondire le dottrine di Pio XII come nell'enciclica Humani generis (1950), molto dura verso i teologi innovatori. Ottaviani si avvalse di collaboratori, come il gesuita Sebastian Tromp, che sostennero queste proposte nella preparazione dei lavori conciliari ma Roncalli rifiutò il programma. Con calma e costanza, Giovanni XXIII piegò a poco a poco gli orientamenti del Sant'Uffizio, isolando monsignor Parente e le voci più oltranziste. Una minoranza conservatrice interna ai padri conciliari, però, erediterà i temi e le discussioni del partito romano: tra gli altri esponenti di questa tendenza Ottaviani, Siri ed Ernesto Ruffini. Giovanni XXIII riabilitò Roberto Ronca dalle accuse della Congregazione concistoriale, nominandolo ispettore per i cappellani carcerari in Italia ma questo non significò una rinascita del partito romano che, invece, troverà la sua fine con l'elezione di Paolo VI. Lo storico nemico della lobby, assurto al pontificato, avrebbe comunque dovuto operare alcuni accomodamenti e compromessi con la minoranza conciliare ostile alle riforme: Ottaviani rimase al Sant'Uffizio, mentre il conservatorismo cattolico iniziava a giocare su altri fronti interni al Concilio (Giuseppe Siri) oppure rifiutandolo successivamente in toto (Marcel Lefebvre).

## Bilancio e giudizio nella storiografia
Andrea Riccardi ha espresso anche in altra sede un giudizio complesso sul periodo storico del pontificato di Pio XII e sulla sua figura. Per lo storico romano bisogna sempre considerare come vi fossero all'interno del cattolicesimo dell'epoca tendenze opposte e contrarie. De Gasperi e Pio XII rappresentano un filone moderato e democratico, rispetto a quello più integrista e reazionario del partito romano che rappresentò un serio pericolo per la linea di De Gasperi ma venne sconfitto sia dalla fermezza dello statista trentino che da quella del pontefice. In sostanza anche il papa, pur tra tanti tentennamenti, compì una scelta positiva per la vita democratica in Italia.
Pietro Scoppola scrive che il partito romano ebbe per lui due centri: Ronca e Giacomo Martegani, che si sono sostenuti nei momenti difficili. Per Scoppola la vicenda non è una mera contesa politica, ma anche questione religiosa e morale: la vecchia resistenza alla modernità ha, insomma, diviso il mondo cattolico e lo ha indebolito nel momento in cui poteva trasformare la società. La storia italiana sarebbe stata sensibilmente diversa se non ci fosse stata questa chiusura reazionaria e restauratrice della cultura cristiana.
Giovanni Miccoli, pur non citando esplicitamente la lobby, esprime un giudizio diverso sul contesto storico. Sebbene non mancassero correnti restauratrici ed integriste che si distanziavano dalle altre, non bisogna considerare questi orientamenti come opposti a De Gasperi: chi voleva correggere la traiettoria democristiana proponeva orientamenti «più complementari che alternativi» ad essa. Allora il fronte cattolico era visto da fuori come un'entità monolitica e compatta, assoggettato alla gerarchia e chiuso alle novità. Con i cattolici innovatori, anche De Gasperi credeva (come i conservatori) a un cristianesimo astorico e non vedeva se non in superficie la gravità dei contrasti presenti. La sua richiesta di maggiore autonomia voleva dire, semplicemente, ottenere più fiducia per sé stesso da parte della gerarchia, ma non rendere i fedeli più liberi e responsabili: contro i suoi avversari interni alla Dc, come Giuseppe Dossetti, non esitò a chiedere l'intervento del Vaticano e le censure ecclesiastiche. 